# USS Lexington (CV-2)
USS Lexington (CV-2) byla letadlová loď Námořnictva Spojených států, která působila ve službě v letech 1927–1942. Jednalo se o vedoucí loď stejnojmenné třídy, celkově druhou americkou letadlovou loď a čtvrtou loď tohoto jména v US Navy. Pro její majestátní eleganci se jí přezdívalo „Gray Lady“ nebo také „Lady Lex“. Původně byla projektována a stavěna jako bitevní křižník USS Lexington (CC-1).

## Historie
Na základě poznatků z dosavadních námořních bitev první světové války zadalo v roce 1916 americké námořnictvo stavbu šesti rychlých a moderních bitevních křižníků třídy Lexington. Do konce světového konfliktu však nebyla zahájena stavba ani jednoho z nich. Kýl lodě Lexington byl položen 8. ledna 1921 v loděnici Fore River Shipbuilding Co. v Quincy ve státě Massachusetts. Na základě výsledků mezinárodní odzbrojovací konference ve Washingtonu bylo v roce 1922 zadání projektu změněno na stavbu letadlové lodi stejného jména a označení CV-2. Stejný osud čekal rozestavěný trup sesterské lodi USS Saratoga (ex CC-3), stavba ostatních čtyř jednotek byla zrušena.
Konstrukce trupu i solidní pancéřování zůstalo zachováno, ale přibyla vzletová a přistávací paluba o délce 266 m. Odvod spalin z  kotelen obstarával mohutný, téměř 25 metrů vysoký komín, který dodával lodím této třídy typickou siluetu. Výkon hybridního pohonného systému cca 134 MW umožňoval lodi plout rychlostí 34 uzlů. Osm děl ráže 203 mm ve čtyřech dvouhlavňových věžích umístěných před a za ostrůvkem na pravoboku bylo při úpravách v roce 1942 nahrazeno lehčí protiletadlovou výzbrojí, střední ráži zastupovalo 12 děl ráže 127 mm po jednom stojících na bocích mírně pod úrovní letové paluby. Hlavní výzbroj ovšem tvořilo až 90 bojových letounů, které loď nesla v prostorném hangáru, ten obsluhovaly dva elektricky poháněné výtahy v ose lodi. Posádku tvořilo 2 327 důstojníků a námořníků.
Lexington byl spuštěn na vodu 3. října 1925, do činné služby vstoupil 14. prosince 1927. Za druhé světové války zasáhl do úvodních bojů v Tichomoří, ale 8. května 1942 byl v bitvě v Korálovém moři zasažen a tĕžce poškozen japonskými letouny. Bylo zabito 216 členů posádky, 2735 bylo zachráněno. Lexington byl poté potopen pĕti torpédy z torpédoborce USS Phelps.

## Nález vraku
Dne 5. března 2018 oznámil spoluzakladatel Microsoftu Paul Allen, že jím vedený průzkumný tým nalezl vrak lodi přibližně 800 km od východního pobřeží Austrálie, v hloubce přibližně 3000 m. Uvnitř lodi se nachází v zachovalém stavu 11 z 35 letadel. Vytažení vraku není plánováno, protože je považován za válečný hrob.